# Chosun Ilbo
Chosun Ilbo (kor. 조선일보) – południowokoreański dziennik, jedna z głównych gazet w kraju. Został założony w 1920 roku.